# 미디어 구성 이론
흔히 뉴미디어 이론 또는 미디어 중심 구성 이론이라고 불리는 이 이론은 컴퓨터가 워드 프로세싱 도구로 등장하면서 생겨났다. 오늘날의 미디어 이론가들은 다양한 미디어의 수사학적 강점과 약점, 그리고 이것이 문해력, 저자 및 독자에게 미치는 영향을 조사한다.

## 새로운 미디어 정의
'뉴미디어'라는 용어의 의미는 혼란스럽고 논쟁의 여지가 있다. 때때로 순수한 텍스트 기반이 아닌 모든 종류의 미디어를 의미하도록 확장되기도 하며, 일반적으로 순수한 텍스트에서 기술적으로 '진보된' 모든 매체를 의미하기도 하기 때문이다. 용어의 폭은 '디지털'이라는 용어가 가져올 기술적 측면에 초점을 맞추는 대신 이 정의에 포함될 수 있는 다양한 모드를 허용한다는 점에서 유용한 것은 분명하다. 또한 이를 염두에 두고 '디지털', '하이퍼텍스트', '상호작용', '시뮬레이션', '가상', '네트워크'와 같은 용어는 뉴미디어를 구성하는 요소를 생각할 때 종종 도움이 된다. 그러나 '아날로그' 미디어와 '뉴' 미디어 사이에는 잘못된 이분법이 그려지는 경우가 많다. 미디어 이론은 텍스트의 재매개를 요구하며, 이는 종종 매체의 혼합을 초래하기 때문이다. Gunther Kress는 작가의 새로운 책임에 대해 다음과 같이 말했다. "새로운 표현 이론, 전자적, 다중 모드, 멀티미디어 텍스트 생산의 현재 기술적 맥락에서 텍스트 제작자의 임무는 복잡한 오케스트레이션의 임무이다. 더 나아가 표현 자원 분야의 리메이커, 변형자로서 이제는 개인이 떠오른다."

## 이론적 구성
해당 분야의 저명한 학자인 신시아 셀프(Cynthia Selfe)는 글쓰기 수업에 새로운 미디어를 통합하는 것이 긴급하다고 자주 언급했으며, 학생들이 미디어에 따라 일반적으로 당연하게 여기는 주장을 수사적으로 인식하도록 만드는 능력에 주목했다. 특히 그녀는 "작문 교사, 언어 교사 및 기타 문해력 전문가는 영어 연구 분야에서 기술의 관련성이 단순히 학생들이 의사소통 소프트웨어 및 하드웨어를 효과적으로 사용하도록 돕는 문제가 아니라 오히려 그들의 삶에 영향을 미치는 새로운 의사소통 기술과 기술 계획의 사회적, 경제적, 교육학적 의미를 이해하고 평가할 수 있도록(주의를 기울일 수 있도록) 돕는 것이 중요하다."라고 말했다.
Richard Ohmann은 이 주장을 확장하여 "컴퓨터에 대해 무지한 성인은 오늘날 글을 읽을 수 없는 사람만큼 제한될 것이라 말했다. 또한 소프트웨어는 미래의 언어가 될 것이며 인류의 지배적인 지적 자산이 될 것이며 앞으로의 소프트웨어는 전자 시대의 읽고 쓰는 능력의 주요 구성 요소가 될 것이다."라고 주장했다.
수사학 이론과 교차점을 유지하는 뉴미디어 이론은 다양한 매체가 다양한 맥락에서 수사적으로 어떻게 작동하는지에 중점을 둔다. 특히 마샬 맥루한(Marshall McLuhan )의 신조어를 인용하자면, " 매체는 메시지이다 ", 또는 오히려 메시지 수신 방법에 영향을 미치는 데 있어서 메시지의 내용이 이를 전달하는 매체만큼 중요하다는 것을 시사한다. 뉴미디어 이론의 초점은 다양한 매체가 어떻게 다양한 사고를 만들어내는가에 맞춰져 있다. 이에 따라 이론은 새로운 매체가 대화형 텍스트의 사용을 통해 다중 스레드 사고 과정과 같은 특정한(종종 고유한) 수사적 움직임을 생성한다고 주장한다. 이와 관련된 조직과 생산의 패턴은 뉴미디어 이론에서 강조되는 주제이며  특히 일반적으로 비순차적이거나 뉴미디어의 사고와 글쓰기, 특히 하이퍼링크 사용을 통해 생각할 때 더욱 해당된다. Gunther Kress는 뉴미디어 구성의 복잡성에 대해 다음과 같이 말한다. "그러나 이제 이 한 사람은 각 모드(소리, 시각, 언어)의 기호학적 잠재력을 이해하고 자신의 디자인에 맞게 조정해야 한다. 멀티미디어 제작에는 높은 수준의 기술이 필요하다. 다양한 모드의 작동에 대한 지식과 복잡한 기호학적 "텍스트"를 생성하는 고도로 발달된 설계 능력을 바탕으로 한 역량이다."라고 말이다.
미디어 이론은 새로운 텍스트 경험, 세상을 표현하는 새로운 방식 등 뉴미디어 활용으로 얻을 수 있는 효과에 중점을 둔다. 그 중 한 가지 효과는 특히 정체성 과 커뮤니티 와 관련하여 주제와 기술 간의 관계가 변화한다는 것이다.

## 연구
미디어 이론의 일부로 간주될 수 있는 최초의 연구는 컴퓨터를 워드 프로세서로 사용하는 것과 관련이 있었다. 그러나 Apple Macintosh용 HyperCard 와 같은 응용 프로그램의 출현으로 미디어 연구의 초점은 작문 교실에서 하이퍼텍스트의 의미로 옮겨졌다.
기술적 문해력 과 일반적인 문해력 문제에 관해 많은 연구가 수행되었다. Richard 은 1985년 초에 당시 학교에서 나타난 기술 활용 능력에 대한 초점에 의문을 제기했다. 오만과 그와 같은 사람들은 기술 활용 능력이 사회경제적 계층과 연관되어 있다고 주장하면서 기술 도구에 대한 접근성 부족으로 인한 교육적 배척 가능성을 연구하기 시작했다. 이는 다른 사람들이 보여준 기술 교실의 유토피아적 비전과 완전히 대조된다.
현재 연구는 멀티모달 구성, 비디오, 비디오 게임, 음악 및 기타 인터랙티브 미디어 디지털 미디어를 포괄하는 구성으로 확대되고 있다.

## 원작자
정체성과 그 구성은 뉴미디어 이론이 특히 중점을 두는 분야이다. 개인은 개인화된 아바타 와 프로필을 통해 온라인에서 자신이 어떻게 표현되는지 제어할 수 있으며, 이에 대한 수사적 움직임은 종종 탐구된다. 정체성은 이런 방식으로 많은 뉴미디어 저술에서 저자의 중요한 측면이며, 특히 인터넷 포럼 과 같은 상황에서는 더욱 그렇다.
그러나 뉴미디어의 많은 사례는 저작자를 통제하는 데 어려움을 겪고 있으며, 뉴미디어 이론은 이를 항상 나쁜 것으로 간주하지 않는다. 특히 디지털 미디어는 여러 가지 변형이 발생할 수 있기 때문에 (전통적인 텍스트의 상대적 고정성과 비교하여) 지속적인 유동 상태에 있으며 예를 들어 이메일의 경우 메시지는 여러 번 회신되거나 전달될 수 있으며, 그 동안 다양한 당사자가 이전 메시지를 수정하거나 편집할 수 있다. 또한 텍스트 동시 작성을 허용하는 기술도 이러한 효과를 자아내게 된다.
아날로그 텍스트를 재구성하거나 여러 새로운 미디어 텍스트를 " 리믹싱 "함으로써 저작권은 더욱 복잡해진다. Jay Bolter는 다음과 같이 말한다. "새로운 표현 이론, 즉 전자, 다중 모드, 멀티미디어 텍스트 제작이라는 현재의 기술적 맥락에서 텍스트 제작자의 임무는 복잡한 오케스트레이션의 임무이며 더욱이 이제 개인은 텍스트의 리메이커, 변형자로 간주된다"라고 말이다.
뉴미디어 이론에 관련된 사람들은 종종 뉴미디어의 맥락에서 "저자"를 재정의할 필요가 있었다. 일부 이론가들은 아날로그 텍스트의 저자를 독자가 해석하는 텍스트를 생산하는 사람으로 본다. 대조적으로, 뉴미디어 텍스트를 생산하는 사람들은 독자들이 자신의 길을 만들 수 있는 공간을 만들기 때문에 "경험 디자이너"라는 용어와 더 잘 어울리는 것으로 보인다. 특히 대화형 및 몰입형 텍스트의 경우 더욱 그러한데 이는 많은 뉴미디어 텍스트에서 독자가 소비자와 생산자의 이중 역할을 하기 때문에 누가 저자로 간주되는지에 대한 더 많은 논쟁을 불러일으키기도 한다.

## 교수법 및 교육학적 기초
미디어 이론은 뉴미디어의 글쓰기가 작가에게 부여할 수 있는 주체에 초점을 맞춘다. 단순히 아날로그 글쓰기에 문제가 있는 부록으로 새로운 미디어를 추가하지 않는 것이 중요하다. 대신 사회에서 기술의 역할이 점점 더 중요해짐에 따라 교사는 학생들이 생산자일 뿐만 아니라 소비자 또는 뉴미디어의 비평가가 되도록 요구함으로써 이러한 "새로운" 수단을 활용할 수 있다. 학생들에게 뉴미디어를 통한 담론에 참여할 수 있는 자원을 제공하는 것은 학생들에게 이 디지털 세계에서 행동할 수 있는 힘과 주체를 부여하는 것이다.
뉴미디어 구성을 통해 얻은 주체는 사회변화의 기반도 제공한다. Gunther Kress는 교실에서 새로운 미디어 구성을 통해 디자인을 가르칠 수 있는 잠재력에 대해 다음과 같이 말한다. 디자인은 자원 사용에 있어 당연한 능력을 갖지만, 그 이상으로 자원을 표현하는 프레임워크와 모델 서비스에서 이러한 자원을 조정하고 재구성해야 한다. 사회적, 문화적 환경을 형성하려는 제작자의 의도. 비평이 과거 생산 수단을 통해 현재를 바라보는 반면, 디자인은 디자이너의 관심에 맞게 표현 자원을 의도적으로 배치함으로써 미래를 형성한다.
교사들은 학생들이 뉴미디어의 구성 및 분석 기술을 쉽게 익힐 수 있다고 말한다. 오늘날의 시각적으로 포화 상태이고 기술적으로 무거운 사회는 학생과 작가가 학생들이 살고 있는 문화에 필수적인 수사적 움직임으로 주변의 의사소통과 구성에 의문을 제기해야 함을 의미한다. 뉴미디어에 대한 그들의 친숙함과 지식은 종종 미디어의 긍정적이고 의식적인 전유로 이어지며, 문화 내에서 용도 변경에 대한 논의의 문을 열어준다. 특히 제이 볼터(Jay Bolter)와 리처드 그루신(Richard Grusin)은 다음과 같이 말한다. 오늘날 어떤 매체도, 확실히 단일 미디어 이벤트도 다른 사회 경제적 세력과 분리되어 문화적 작업을 수행하는 것 같으며 뉴미디어의 새로운 점은 오래된 미디어를 개조하는 특별한 방식과 뉴미디어의 도전에 답하기 위해 기존 미디어가 스스로를 개조하는 방식에서 비롯된다.
미디어 이론을 염두에 두고 작문을 가르치는 잠재적으로 유용한 방법 중 하나는 온라인 교실을 사용하는 것이다. MOOC( 대규모 공개 온라인 강좌 ) 및 OWL( 온라인 글쓰기 연구소 )은 특히 원격 학습 에서 점점 인기를 얻고 있으며 이러한 교육 형식은 일반적으로 아날로그 텍스트를 다루지만 디지털 피드백 및 수정 기술을 통해 이 구성 프로세스에 대한 기술 기반 리소스를 제공한다.
미디어 이론은 기본 작가나 모국어가 영어가 아닌 학생들을 가르치는 데 특별한 잠재력을 가지고 있다. 언어와 인구통계 전반에 걸쳐 더 잘 "번역"하는 "읽기 능력"으로서 뉴미디어는 이전에 작문에 관심이 없었던 학생들의 참여를 유도할 뿐만 아니라 이러한 학생들이 작문 과정에서 더 많은 전문 지식이나 주체가 있다고 느낄 수 있도록 해준다. 또한 학생들이 기술을 통해 다양한 담화 방식의 기호학적 힘을 배우면서 작문에서 더 많은 창의성과 수사적 힘을 탐구할 수 있다.

## 다른 구성 이론과의 교차점
미디어 이론은 글쓰기의 구체적이고 기술적인 측면에 초점을 맞추기 때문에 중복될 여지가 많고 다른 이론적 구성 교육을 촉진한다.
예를 들어, WAC(Writing Across the Curriculum)는 다양한 분야 간의 다양한 이데올로기, 패러다임 및 표준, 특히 글쓰기와 이것이 글쓰기 내에서 어떻게 작용하는지에 초점을 맞춘다. 따라서 WAC는 이러한 차이점과 다양한 청중에게 글을 쓰는 데 필요한 수사적 인식을 강조하는 글쓰기 교육 접근 방식을 권장하며 미디어 이론은 다양하고 다양한 문해력을 강조하기 때문에 WAC와 잘 작동한다. 이는 글쓰기에 대한 다양한 방식의 접근 방식을 강조할 뿐만 아니라 작가가 다양한 청중의 기술에 대한 친숙도를 인식해야 한다는 사실도 강조한다. 또한 기술과 디지털 글쓰기가 모든 분야에서 점점 더 대중화되고 있기 때문에 WAC는 미디어 이론과 쉽게 결합될 수 있으므로 다양한 분야의 차이점을 이해하면 잠재적으로 전통적인 인쇄 대신 디지털 구성을 사용하는 것과 상호 작용할 수 있다.
미디어 이론이 구성에 도움이 되는 또 다른 이론은 협력 학습 이론이다. 일반적으로 이 이론은 사회적 행위로서의 지식 구성에 중점을 둔다. 미디어 이론은 기술의 발전으로 글쓰기가 여러 저자를 쉽게 수용할 수 있기 때문에 공동 학습과 매우 일치하며, 이는 작가들이 결론을 내리기 위해 텍스트를 통해 대화하는 온라인 포럼과 같은 간단한 것을 통해 학습하는 것을 예시로 들 수 있다. 또 다른 예는 저자가 비교적 대중에게 공개되어 있는 온라인 백과사전인 Wikipedia이다. 다시 말해, 다양한 작가가 다른 사람에게 자신의 지식을 알리고 다른 사람의 지식을 바탕으로 특정 주제에 대해 끊임없이 진화하는 정의와 설명을 만들 수 있다는 것이다.
미디어 이론은 또한 비판적 교육학 및 페미니스트 구성 이론과도 잘 작동한다. 이러한 이론은 인종이나 성별과 같은 특정 사회 집단과 관련된 계층 구조의 전통적인 개념과 이것이 글쓰기에 미치는 영향에 도전한다. 실제로 미디어 이론은 여러 가지 방법으로 계층 구조를 분해할 수 있다. 첫 번째 방법은 제품으로서의 글쓰기와 직접적으로 연결되는데, 비판적 및 페미니즘 이론은 비전통적인 방식으로 작성된 텍스트(예: "여성적인" 쓰기 스타일인 내러티브 에세이와 "남성적인" 쓰기 스타일인 논문 중심 에세이)와 소수자가 쓴 텍스트를 중요하게 생각한다. 미디어 이론은 기술을 사용하여 "비전통적인" 방법과 글쓰기 모드를 활용함으로써 "순수한 텍스트"가 다른 양식에 대해 갖는 헤게모니를 무너뜨린다. 실제로 미디어 이론이 계층을 무너뜨리는 두 번째 방법은 하나의 과정으로서의 글쓰기와 관련이 있다. 대중의 접근 및 상호작용과 같은 공통적인 특징으로 인해 모든 사람이 텍스트의 생성 및 소비에 참여하기 때문에 미디어 이론이 민주화된다. 또한 구체적인 교육학 측면에서 보면, 대규모 개방형 온라인 교실(MOOC)은 부분적으로 익명의 사용자가 참여하는 비공식적 환경에서 학습을 장려함으로써 계층 구조를 무너뜨리기 위해 노력하고 있다. 이를 통해 잠재적으로 소수자들이 차별에 대한 걱정 없이 자신의 목소리를 들을 수 있게 된다.

## 비평
실제로 미디어 이론에 대한 주요 비판은 시간 제약을 다루고 있다. 많은 1학년 작문 교사들은 과정에서 "정규" 작문 외에 디지털 작문을 가르칠 시간이 충분하지 않다고 불평한다. 이는 종종 "필수 과정에 관련성이나 관심을 추가하기 위한 전략으로" 마지막 순간의 부록으로 새로운 미디어 제작을 추가하는 결과를 낳는다. 학생을 생산자이자 소비자 또는 비평가로 언급하는 경우는 거의 없기 때문이다. 이와 관련하여 교사들은 끊임없이 발전하는 기술에 익숙하지 않은 경우가 많기 때문에 학생들에게 뉴미디어 및 다중 양식을 사용하여 글쓰기를 가르치는 데 필요한 능력이나 지식이 없다는 점을 자주 우려하고는 한다.
별도의 비판은 새로운 미디어 사용으로 인해 표절이 더 널리 퍼진다는 것이다. 인터넷에서 더 많은 정보를 얻을 수 있으므로 단순히 데이터를 새로운 형식으로 "복사하여 붙여넣기"하는 것이 훨씬 쉽다. 더욱이, 많은 디지털 텍스트의 저자가 의심스러우면 저작물을 집필하고 인용하는 측면에서 상황이 복잡해진다. 특히 멀티미디어 작품은 작곡 교실에서 차용과 리믹스가 만연하고 심지어 장려되고 SOPA에 대한 논쟁이 일어나기 때문에 비판에 대한 우려의 대상이 될 수밖에 없다.
많은 워드 프로세싱 프로그램도 규범과 계층을 강화하는 것으로 나타났다. 예를 들어, 특정 프로그램에서 일반적으로 사용되는 철자법 및 문법 검사기는 작가가 표준 언어 영역 내에 머물도록 장려함으로써 언어의 자연스러운 진행과 창의적인 사용을 중단시키는 것으로 보일 수 있다. 더욱이 일부는 많은 디지털 워드 프로세싱 시스템의 고도로 계급 기반의 상징적 특성을 인용한다.
계층 구조는 또한 "뉴미디어"에서 "새로움"이라는 단어의 의미를 통해 잠재적으로 재확인된다. 미디어 이론은 양식에 대한 작가의 관점을 확장하는 것을 목표로 하는 반면, 모더니즘에 사로잡힌 사회는 "새로움"이 기술 발전에 의해 촉진된 것처럼 "새로움"과 "더 나은"을 동일시함으로써 사회적 진보를 가져올 것이라고 믿는 경향이 있다. 더욱이, 계급 기반 접근 문제는 기존 사회 구조를 강화하는 데 도움이 될 수 있다. 첨단 기술에 접근하지 못하는 사람은 구성 기반 기술 역량이 뒤처져 취업 시장에서 경쟁력을 잃게 되고 계층 간 분리를 재확인하게 될 가능성이 높다. 특히 학생과 학군 간에 경제적 차이가 있는 경우가 많기 때문에 K-12 작문 프로그램에서는 그렇다. 또한 해당 기술이 일반 대중에게 더 많이 제공됨에 따라 접근 문제는 논쟁의 여지가 있다. 이에 Patricia Fitzsimmons-Hunter와 Charles Moran은 이러한 접근 문제와 그에 따른 불가피한 결과를 인식하고 특히 계층 차이에 보다 친화적인 기술을 사용하는데 기술 변화의 속도에 뒤쳐져 있거나 뒤쳐져 있다고 생각하는 사람들의 작업: 현대 대중적인 비유를 사용하면 정보고속도로에서 "로드킬"을 의미한다.
뉴미디어 구성의 가장 많이 언급되는 단점 중 하나는 많은 교사가 글쓰기를 평가하는 방법을 확신하지 못한다는 것이다. 종종 교사는 전통적인 텍스트가 준수하는 표준에만 익숙하며 뉴미디어에 쓰여진 텍스트는 다양한 수사적 상황과 맥락을 접하게 되므로 교사가 익숙한 기준에 맞지 않는다. 더욱이, 이러한 새로운 텍스트는 종종 시각적 또는 청각적 의사소통의 비텍스트적 방식과 텍스트를 결합하여 "작문"을 채점하는 상황을 더욱 복잡하게 만들기도 한다.

## 같이 보기
- 디지털 리터러시
- 새로운 미디어

## 추가 자료
- 레스터 페이글리(Lester Faigley), “네트워크 교실의 달성된 유토피아.” 합리성의 단편들: 포스트모더니티와 구성의 주체. UPitt 출판사, 1992. 163-199.
- 뉴 런던 그룹, "다문화 교육학: 사회적 미래 설계." 다중 문해력: 문해력 학습과 사회적 미래의 설계. 에드 빌 코프와 메리
- Jeffrey T. Gabilll, "Utopic 비전, 기술 빈곤층 및 대중 접근: 지역사회 문해 프로그램에서 기술 작성." 컴퓨터 및 구성 15(1998): 296–315.